# Probstzella
Probstzella är en kommun och ort i Landkreis Saalfeld-Rudolstadt i förbundslandet Thüringen i Tyskland.
Kommunen ingår i förvaltningsgemenskapen Schiefergebirge tillsammans med kommunerna Gräfenthal och Lehesten.